# Behati Prinsloo

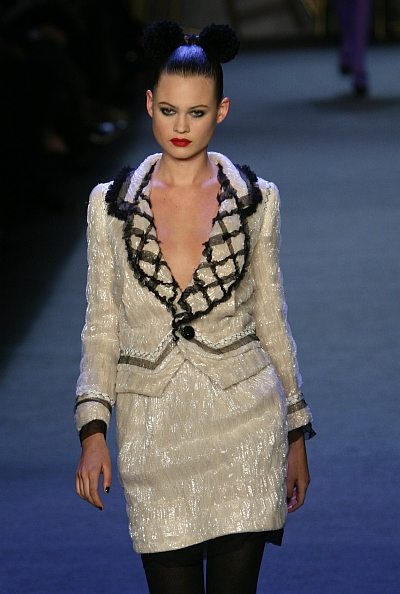
Behati Prinsloo

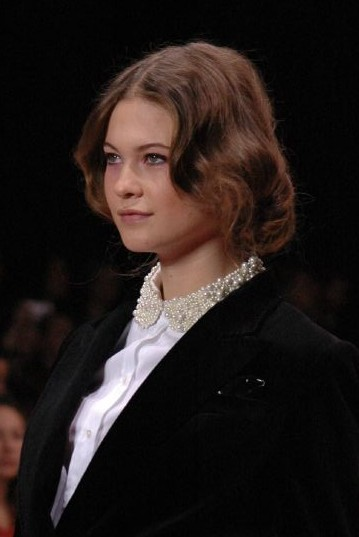
Behati Prinsloo

Behati Prinsloo Levine (* 16. Mai 1988 in Grootfontein, Südwestafrika), geborene Behati Prinsloo, ist ein namibisches Fotomodel. Sie wurde als Gesicht von PINK, der Teenager-Linie von Victoria’s Secret, bekannt und ist seit 2009 ein „Engel“ von Victoria’s Secret.

## Biografie
Mit 16 Jahren wurde Behati Prinsloo in einem Supermarkt in Kapstadt von einem Fotografen entdeckt. Nach den Probeaufnahmen wurde die Pastorentochter von der britischen Agentur Storm Model Management unter Vertrag genommen und startete ihre Karriere als Model. Sie ist eng mit dem Model Coco Rocha befreundet.
Es folgten Cover auf dem italienischen Magazin Muse, dem britischen Magazin Telegraph Magazine, im Februar 2007 auf der russischen Vogue und im US-amerikanischen Magazin Velvet im Juni 2007. Behati Prinsloo wirkte auch bei Kampagnen von Labels wie Adore, Aquascutum, Chanel, H&M, Hugo Boss, Kurt Geiger, Marc by Marc Jacobs, Max Studio und Nina Ricci mit. Das Model lief bei Modeschauen für Prada, Paul Smith, Vera Wang, Marc Jacobs, Proenza Schouler, Versace, Chanel, Missoni und DKNY.
Höhepunkte in ihrer Karriere waren die Teilnahmen an den Shows von Victoria’s Secret in den Jahren 2007–2015. Im Jahr 2009 belegte sie den 31. Platz bei den Top 50 Models Woman und den 14. Platz bei den The Top Sexiest Models.
Prinsloos Agenturen sind Women Management (New York City), Storm Model (London), Marilyn Agency (Paris), D Management Group (Mailand) und Modelwerk (Hamburg).
Im Jahr 2012 absolvierte Prinsloo einen Gastauftritt in der US-amerikanischen Krimiserie Hawaii Five-0 (S03E09).
Seit dem 20. Juli 2014 ist sie mit Adam Levine verheiratet und brachte im September 2016 eine gemeinsame Tochter zur Welt. Im Februar 2018 wurde die zweite gemeinsame Tochter geboren.
Sie ist ihrem Heimatland Namibia weiterhin eng verbunden und setzt sich unter anderem für den Schutz von Nashörnern ein.